# زلوتی لهستان
زلوتی، یکای پول کشور لهستان است.
هر زلوتی برابر با یکصد گروش است.

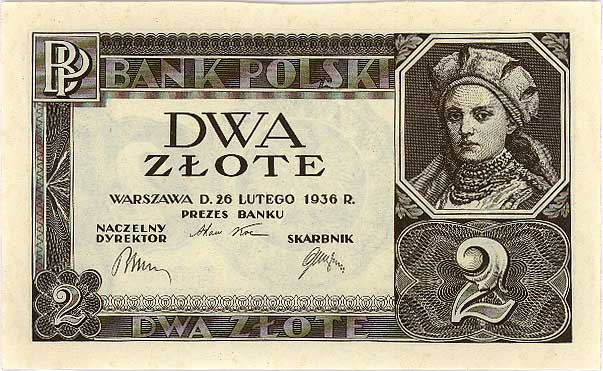
2-złoty banknote from 1936

دولت لهستان به خاطر تورم بالا در ژانویه سال ۱۹۹۵ با برداشتن چهار صفر از یکای زلوتی موافقت کرد.
در نتیجه هر زلوتی جدید (PLN) برابر با ۱۰,۰۰۰ زلوتی (PLZ) قدیم است.